# Valor lacunario
En el análisis complejo, un subcampo de matemáticas, un valor lacular o una brecha de una función de valor complejo definida en un subconjunto del plano complejo es un número complejo que no está en la imagen de la función.
Más específicamente, dado un subconjunto X del plano complejo C y una función f: X → C, un número complejo z se denomina valor lacunario de f si z ∉ imagen (f).
Tenga en cuenta, por ejemplo, que 0 es el único valor lacunario de la función exponencial compleja. Los dos teoremas de Picard limitan el número de posibles valores lacunares de ciertos tipos de funciones holomorfas.